# Sportwagen-Weltmeisterschaft 1958

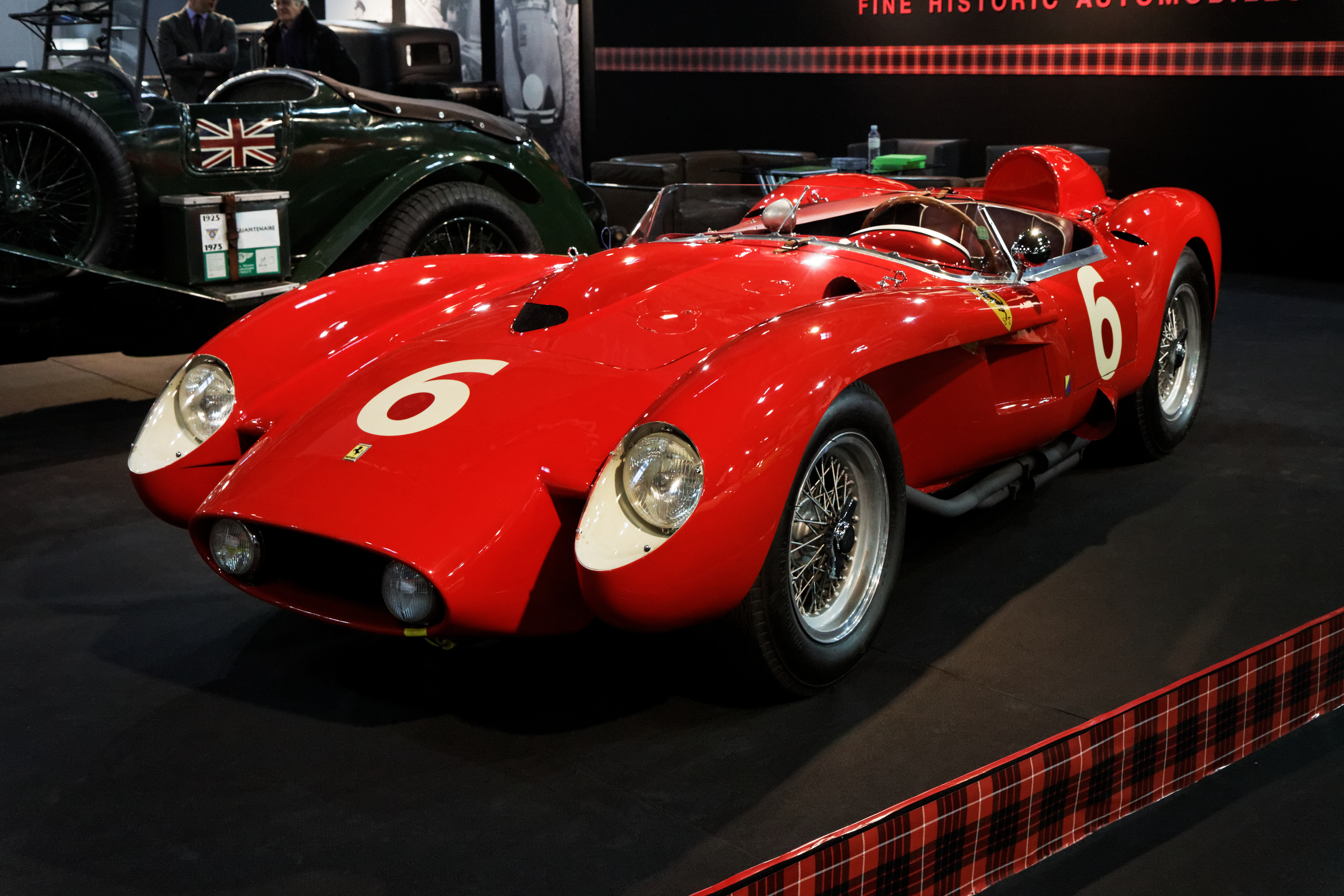
Die dominierenden Sportwagen-Modelle der Sportwagen-Weltmeisterschaft 1958: Ferrari 250 Testa Rossa …

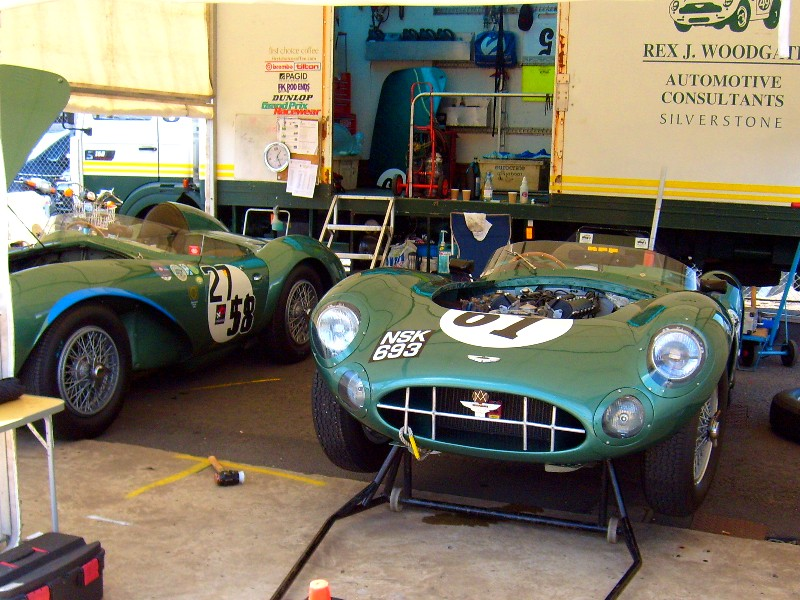
… und Aston Martin DBR1/300

Die Sportwagen-Weltmeisterschaft 1958 war die sechste Saison dieser Meisterschaft. Sie begann am 26. Januar und endete am 13. September 1958.

## Meisterschaft
Für die Saison 1958 erstellte die CSI ein neues technisches Reglement, dessen wesentlicher Inhalt die Reduzierung des Hubraums der Motoren auf 3 Liter war. Unabhängig davon hatte Maserati nach dem Ablauf der Rennsaison 1957 seine Rennmannschaft aus finanziellen Gründen vom internationalen Motorsport zurückgezogen.
Die beiden dominierenden Fahrzeuge der Saison waren der Ferrari 250TR/58 und der Aston Martin DBR1/300. Obwohl Aston Martin mit dem DBR1/300 zwei Saisonrennen gewinnen konnte, stand Ferrari schon nach dem fünften Saisonlauf als Weltmeister fest. Für das Team von Enzo Ferrari war es der fünfte Weltmeistertitel seit Einführung der Meisterschaft 1953. Werkswagen der Scuderia gewannen die ersten drei Saisonrennen in Buenos Aires, Sebring und Sizilien. Erst beim vieren Wertungslauf, dem 1000-km-Rennen auf dem Nürburgring fuhren Stirling Moss und Jack Brabham den ersten Sieg für Aston Martin ein. Durch den Erfolg von Olivier Gendebien und Phil Hill beim 24-Stunden-Rennen von Le Mans war Ferrari in der Gesamtwertung nicht mehr einzuholen und verzichtete auf ein Antreten bei der RAC Tourist Trophy, wo Aston Martin den zweiten Saisonsieg feiern konnte.
Wie in den Jahren davor wurden bei den jeweiligen Rennen Meisterschaftspunkte für die ersten sechs Platzierten in der Reihenfolge 8-6-4-3-2-1 vergeben. Ausnahme war die Tourist Trophy, wo nur die ersten vier Punkte in der Reihenfolge 4-3-2-1 für die Weltmeisterschaft gewertet wurden. Für die Gesamtwertung der Weltmeisterschaft zählten die fünf besten Saisonergebnisse.

## Rennkalender
| Nr. | Datum          | Rennname / Rennstrecke                                            | Team                          | Gesamtsieger                  | Fahrzeug              | Meisterschaft |
| --- | -------------- | ----------------------------------------------------------------- | ----------------------------- | ----------------------------- | --------------------- | ------------- |
| 1   | 26. Januar     | 1000-km-Rennen von Buenos Aires (Autódromo Municipal-Avenida Paz) | Scuderia Ferrari              | Peter Collins Phil Hill       | Ferrari 250TR/58      | Marken        |
| 2   | 22. März       | 12-Stunden-Rennen von Sebring (Sebring International Raceway)     | Scuderia Ferrari              | Peter Collins Phil Hill       | Ferrari 250TR/58      | Marken        |
| 3   | 11. Mai        | Targa Florio (Piccolo circuito delle Madonie)                     | Scuderia Ferrari              | Olivier Gendebien Luigi Musso | Ferrari 250TR/58      | Marken        |
| 4   | 1. Juni        | 1000-km-Rennen auf dem Nürburgring (Nürburgring)                  | David Brown Aston Martin Ltd. | Stirling Moss Jack Brabham    | Aston Martin DBR1/300 | Marken        |
| 5   | 21. – 22. Juni | 24-Stunden-Rennen von Le Mans (Circuit des 24 Heures)             | Scuderia Ferrari              | Olivier Gendebien Phil Hill   | Ferrari 250TR/58      | Marken        |
| 6   | 13. September  | RAC Tourist Trophy (Goodwood Circuit)                             | David Brown Ltd.              | Stirling Moss Tony Brooks     | Aston Martin DBR1/300 | Marken        |

## Marken-Weltmeisterschaft für Konstrukteure

### Gesamtwertung
| Position | Konstrukteur | 1 | 2 | 3 | 4   | 5 | 6   | Gesamt |
| -------- | ------------ | - | - | - | --- | - | --- | ------ |
| 1        | Ferrari      | 8 | 8 | 8 | (6) | 8 | 0   | 32     |
| 2        | Porsche      | 4 | 4 | 6 | (1) | 4 | (1) | 18     |
| 3        | Aston Martin |   |   |   | 8   | 6 | 4   | 18     |
| 4        | Lotus        |   | 3 |   |     |   |     | 3      |
| 5        | O.S.C.A.     |   |   | 2 |     |   |     | 2      |